# Lista över personer som betraktats som Jesus
Detta är en lista över kända personer som på något sätt betraktats, av sig själva eller av sina följare, som reinkarnationer eller inkarnationen av Jesus. 

## 1800-talet
- John Nichols Thom (1799–1838)
- Arnold Potter (1804–1872)[1]
- Bahá'u'lláh (1817–1892)
- William W. Davies (1833–1906)

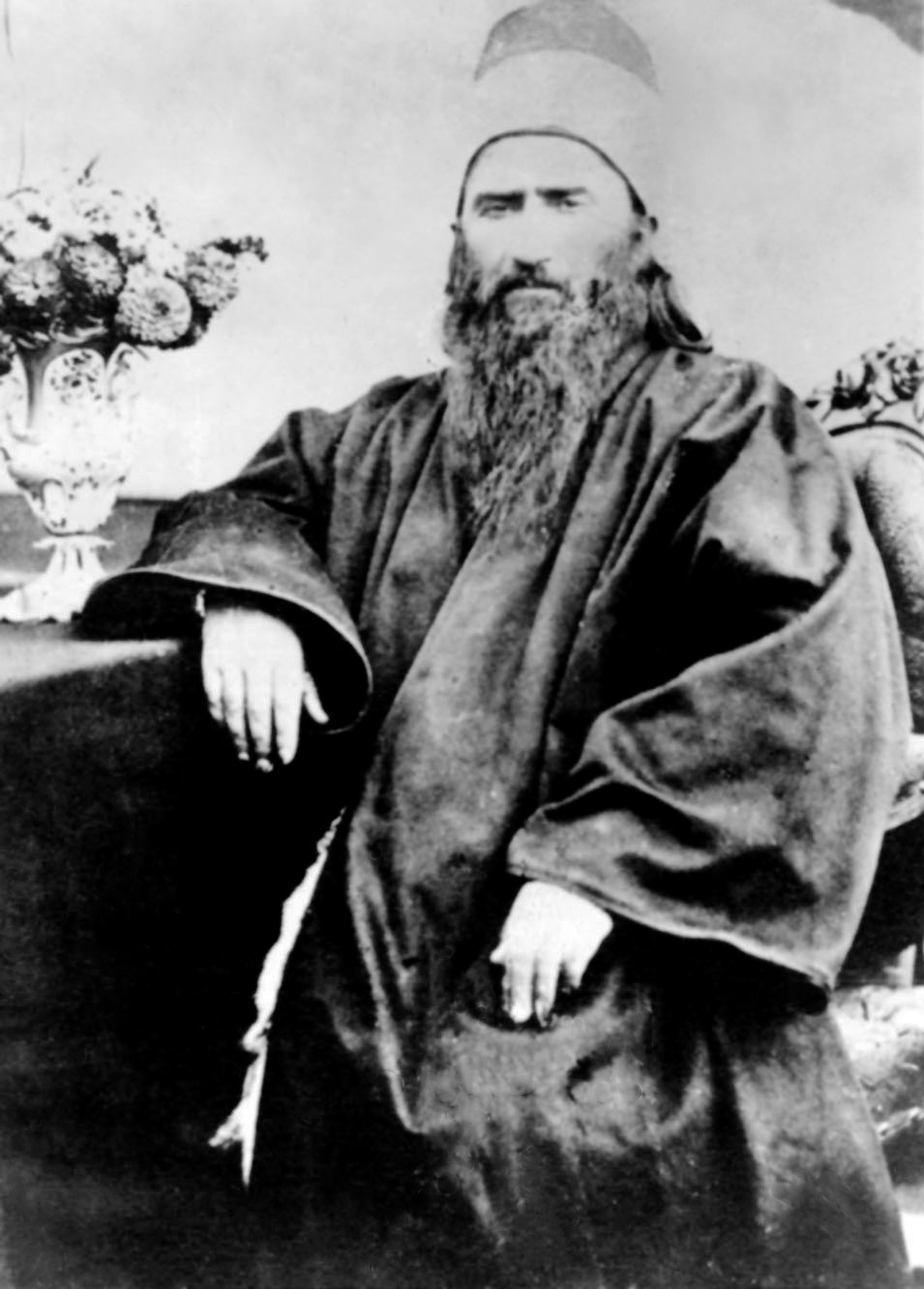
Bahá'u'lláh

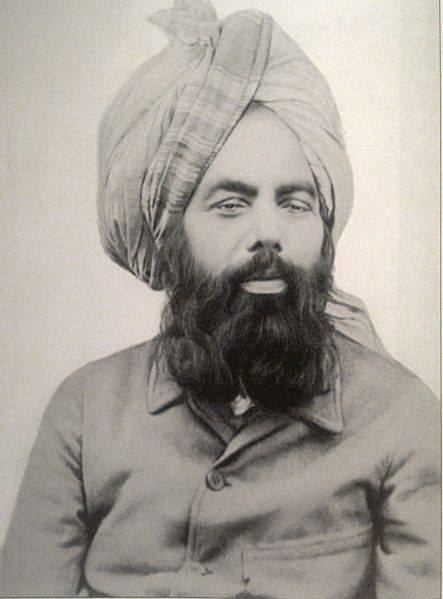
Mirza Ghulam Ahmad

- Mirza Ghulam Ahmad of Qadian, Indien (1835–1908)

## 1900-talet

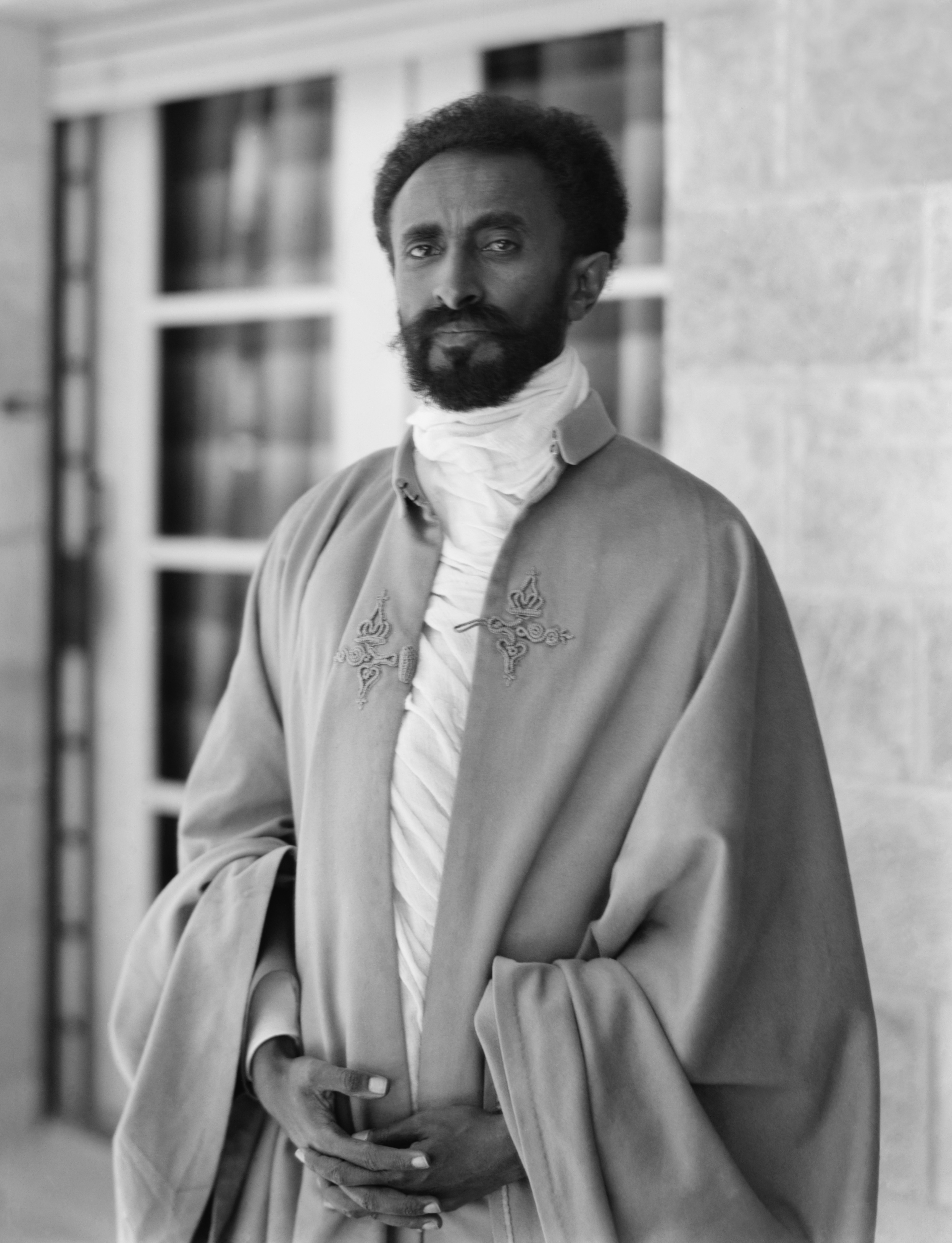
Haile Selassie I

- Haile Selassie I (1892–1975), som inte själv såg sig som Jesus men som blev betraktad som Jesus av Rastafarirörelsen.
- George Ernest Roux (1903–1981), som kallade sig "Christ of Montfavet"[2] founder
- Ernest Norman (1904–1971)

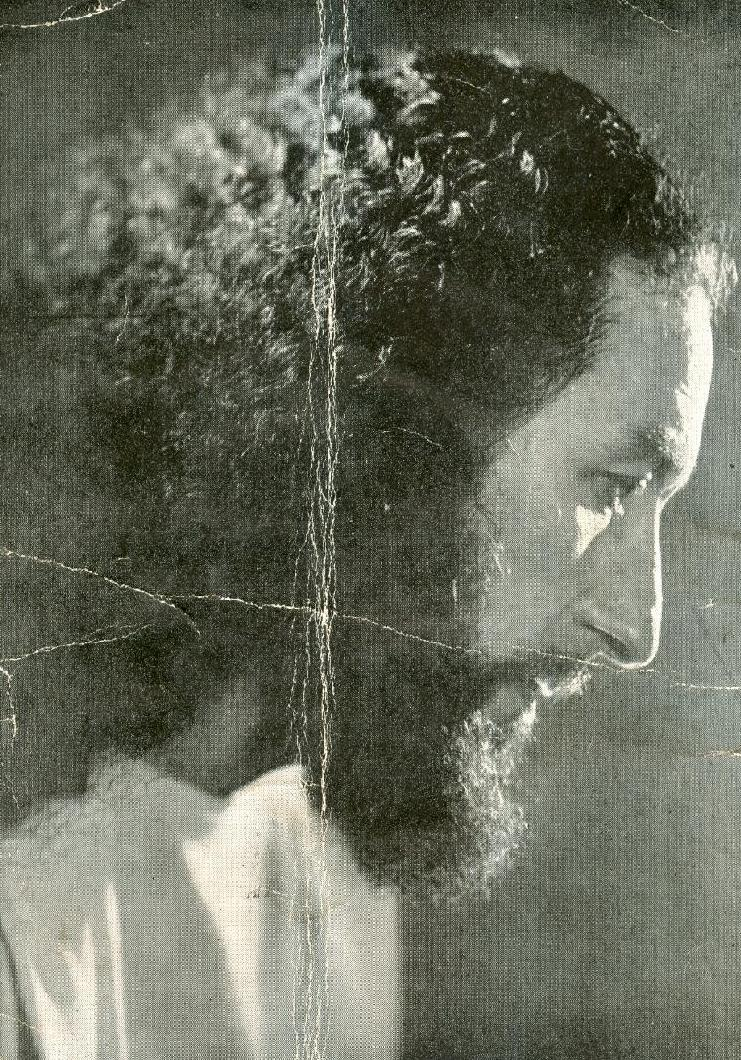
Krishna Venta

- William M Branham (April 8, 1908 – December 24, 1965)
- Krishna Venta (1911—1958)
- Ahn Sahng-hong (1918–1985), en sydkorean som grundade Världsmissionssamfundet Guds församling 1964

- Sun Myung Moon (1920–2012)

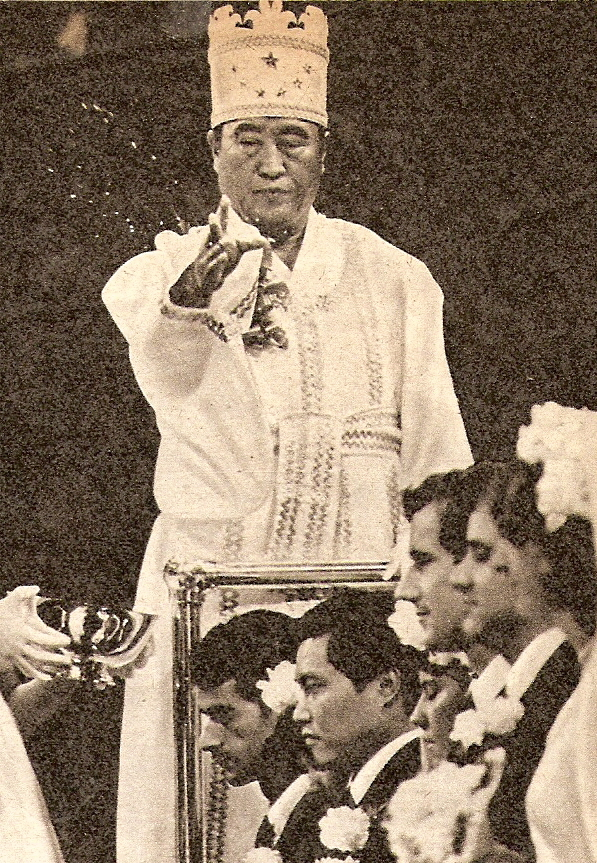
Sun Myung Moon

- Jim Jones (1931–1978), grundare av Peoples Temple
- Marshall Applewhite (1931–1997)
- Yahweh ben Yahweh (1935–2007), född som Hulon Mitchell, Jr.
- Laszlo Toth (1940–)
- Wayne Bent (1941–), också känd som Michael Travesser of the Lord Our Righteousness Church
- Ariffin Mohammed (1943–), också känd som "Ayah Pin", grundare av Sky Kingdom i Malaysia 1975
- Mitsuo Matayoshi (1944–), en konservativ japansk politiker
- Hogen Fukunaga (1945–) som grundade Ho No Hana Sanpogyo
- José Luis de Jesús Miranda (1946–)
- Inri Cristo (1948–)
- Thomas Harrison Provenzano
- Shoko Asahara (1955–2018), grundare av den kontroversiella japanska gruppen Aum Shinrikyo 1984
- Ryūhō Ōkawa (1956–2023), som grundade Happy Science
- David Koresh (1959–1993), född som Vernon Wayne Howell
- Marina Tsvigun (1960–), eller Maria Devi Christos
- Sergey Torop (1961–)
- Maurice Clemmons (1972 – 2009)

## 2000-talet
- Lia Eden (1947 -), född som Lia Aminuddin i Makassar, Indonesien
- Alan John Miller (1962–)
- David Shayler (1965–)
- Oscar Ramiro Ortega-Hernandez (1990-)